# Kulrian
Kulrian (punyabí: ਕੁਲਰੀਆਂ) es una ciudad de la India en el distrito de Mansa, estado de Punyab.

## Geografía
Se encuentra a una altitud de 227 m s. n. m. a 178 km de la capital estatal, Chandigarh, en la zona horaria UTC +5:30.

## Demografía
Según estimación 2010 contaba con una población de 9 070 habitantes.